# Jacques Rancière
Jacques Rancière (Argel, Argélia francesa, 10 de Junho de 1940) é um filósofo francês, professor da European Graduate School de Saas-Fee e professor emérito da Universidade Paris VIII (Vincennes-Saint-Denis). Seu trabalho se concentra sobretudo nas áreas de estética e política.

## Biografia
Aluno de Louis Althusser,  participou, em 1965, da elaboração de Lire le Capital (Ler O Capital), juntamente com Étienne Balibar, Roger Establet, Pierre Macherey, além do próprio  Althusser, antes que se rompesse a ligação entre Rancière e seu antigo  professor na École normale supérieure. Em 1974,  Rancière escreve La Leçon d'Althusser, uma crítica à abordagem althusseriana do marxismo e, ao mesmo tempo, um testemunho sobre as condições do Partido Comunista e da Universidade, na França pós 1968. No final dos anos 1970, Rancière organiza, com outros jovens intelectuais, como Arlette Farge e Geneviève Fraisse, o  coletivo Révoltes Logiques que, sob a inspiração do poeta Rimbaud, questiona as representações tradicionais do social e publica  a revista, Les Révoltes logiques.
Paralelamente, ele  volta sua atenção para a emancipação operária e os utopistas do século XIX (notadamente Étienne Cabet), com uma reflexão filosófica sobre  educação e política.  Desse trabalho nascerá sua tese de doutorado, publicada em 1981, sob o título La Nuit des prolétaires. Archives du rêve ouvrier (A noite dos proletários. Arquivos do sonho operário), sobre os operários saint-simonianos.
Um pouco mais tarde, em Le Philosophe plébéien (O filósofo plebeu), ele reúne escritos  inéditos de  Louis Gabriel Gauny (1806 - 1889), um operário filosófo. Em meados dos anos 1980, Rancière se interessa por um outro personagem pouco convencional : Joseph Jacotot, que, no começo do século XIX questionou radicalmente os fundamentos da pedagogia tradicional. Esse estudo resultará em uma biografia filosófica, Le Maître ignorant (O mestre ignorante), na qual coloca o postulado da igualdade das inteligências e relaciona emancipação operária e emancipação intelectual. Em seguida, Rancière se interessará pela ambiguidade do estatuto do discurso histórico, em Les Mots de l'histoire (As palavras da história). No fim desse período, Rancière, que é também cinéfilo e próximo aos Cahiers du cinéma, iria explorar as ligações  entre estética e política. Courts voyages au pays du peuple (Viagens curtas ao país do povo), sob a forma de três novelas filosóficas, é a sua primeira obra sobre as relações entre as imagens e os saberes, a utopia e o real,  a literatura  e a política.

## Obras publicadas em português
No Brasil:
- Políticas da Escrita. Trad. Raquel Ramalhete, Laís E. Vilanova, Ligia Vassalo e Eloisa A. Ribeiro. Ed. 34, 1995.
- O Desentendimento - Política e Filosofia. Trad. Ângela Leite Lopes. São Paulo: Ed. 34, 1996.
- A Noite dos Proletários: arquivos do sonho operário. Trad. Marilda Pereira. São Paulo: Cia. das Letras, 1988.
- O Mestre Ignorante: Cinco Lições Sobre a Emancipação Intelectual. Trad. Lílian do Valle. Autêntica, 2004.
- A Partilha do Sensível: estética e política. Trad. Mônica Costa Netto. São Paulo: EXO experimental org.; ed. 34, 2005.
- O Inconsciente Estético.  Trad. Mônica Costa Netto. Ed. 34, 2009.
- As distâncias do cinema. Trad. Estela dos Santos Abreu. Contraponto, 2012. 166p.
- O destino das imagens. Trad. Mônica Costa Netto. Rio de Janeiro, RJ: Contraponto, 2012. 149 p.
- O espectador emancipado. Trad. Ivone C. Benedetti. WMF Martins Fontes, 2012. 128 p.
- A fábula cinematográfica. Trad. Christian Pierre Kasper. Papirus, 2013. 192 p.
- Os Nomes da História: Ensaio de Poética do Saber. Trad. Mariana Echalar.  Unesp,  2014.
- O Ódio à Democracia. Trad. Mariana Echalar, São Paulo: Ed. Boitempo, 2014  (2014).
- Figuras da História. Trad. Fernando Santos, São Paulo, Ed. Unesp, 2018 (2012).
- O Espaço das Palavras - de Mallarmé a Broodthaers. Trad. de Eduardo Jorge de Oliveira e Marcela Vieira. Relicário Edições, 2020. 68p.
- Aisthesis: cenas do regime estético da arte. Trad. Dilson Ferreira da Cruz. São Paulo: Editora 34, 2021.
- O método da Cena, Editora Quixote+Do, 2021

Em Portugal:
- Sobre a teoria da ideologia: a politica de Althusser. Porto: Portucalense, 1971. 42 p.
- O Espectador Emancipado, trad. J. M. Justo, Lisboa, Orfeu Negro, 2010 (2008).
- Nas Margens do Político, trad. V. Brito, J. P. Cachopo, Porto, Dafne, 2010 (1998).
- Estética e Política. A Partilha do Sensível, com entrevista e glossário por G. Rockhill, trad. V. Brito. Porto: Dafne, 2010 (2000).
- O Destino das Imagens, trad. L. Lima, Lisboa, Orfeu Negro, 2011. Contraponto,  2012 (2003).
- Os Intervalos do Cinema, trad. L. Lima, Lisboa, Orfeu Negro, 2012 (2011).
- Béla Tarr. O Tempo do Depois, trad. L. Lima, Lisboa, Orfeu Negro, 2013  (2011).
- A Fábula Cinematográfica, trad. L. Lima, Lisboa, Orfeu Negro, 2014.  Papirus, 2013 (2001).
- As palavras da história - ensaio de poética do saber, trad. Maria-Benedita Basto, Lisboa, Edições Unipop, 2014 (1992).